# Ea Rasmussen
Ea Maiken Rasmussen (født 11. marts 2001) er en kvindelig dansk fodboldspiller, der spiller forsvar for Kolding Q i Gjensidige Kvindeligaen. og Danmarks U/19-kvindefodboldlandshold.
Hun har spillet for Kolding Q siden sommeren 2018 og har været en vigtig og central spiller for holdet.